# Autophila hormuza
Autophila hormuza là một loài bướm đêm trong họ Erebidae.